# Emil Balayev
Emil Nazim Balayev (azer. Emil Nazim oğlu Balayev; ur. 17 kwietnia 1994 w Wołgogradzie) – azerski piłkarz rosyjskiego pochodzenia występujący  na pozycji bramkarza w kazachskim klubie Turan Turkiestan oraz w reprezentacji Azerbejdżanu. W 2019 roku zwyciężył w plebiscycie na Piłkarza Roku.

## Kariera klubowa
Karierę piłkarską rozpoczął w młodzieżowcach Neftçi PFK, w 2011 roku przebił się do pierwszej drużyny. We wrześniu 2012 zadebiutował w meczu azerskiej Ekstraklasy przeciwko Sumgaitowi. W 2013 roku został wypożyczony do Arazu Nachiczewan. W styczniu 2014 został zawodnikiem Eintrachtu Frankfurt. W sezonie 2017/18 występował w Səbail Baku. W 2019 przeniósł się z kolei do kazachskiego Tobołu Kostanaj, gdzie zadebiutował 9 marca 2019 w wygranym 3:0 meczu z Irtyszem Pawłodar. 31 stycznia 2020 roku odszedł z Tobołu za porozumieniem stron. 3 marca 2020 roku został zawodnikiem Ziry Baku, natomiast 10 lipca 2020 roku Balayev podpisał kontrakt z Karabachem.

## Kariera reprezentacyjna
Balayev został powołany do reprezentacji Azerbejdżanu we wrześniu 2013 roku na mecz eliminacyjny Mistrzostw Świata 2014 przeciwko Izraelowi. Zadebiutował w eliminacjach do Euro 2020, w meczu przeciwko Chorwacji w dniu 9 września 2019. Znalazł się również w składzie drużyny Azerbejdżanu do lat 23 na Igrzyska Solidarności Islamskiej, rozgrywane w stolicy kraju, Baku w 2017 roku. Ekipa azerska zdobyła na nich złoty medal.

## Statystyki kariery

### Reprezentacja
Na podstawie:
| Azerbejdżan | Azerbejdżan | Azerbejdżan |
| Rok         | Występy     | Gole        |
| ----------- | ----------- | ----------- |
| 2019        | 5           | 0           |
| 2020        | 4           | 0           |
| 2021        | 1           | 0           |
| Ogółem      | 10          | 0           |

## Sukcesy

### Klubowe
Neftçi Baku
- Azərbaycan Premyer Liqası: zwycięstwo (1): 2012–13
- Puchar Azerbejdżanu: zwycięstwo (1): 2012–13

Araz Nachiczewan
- Azərbaycan Birinci Divizionu: zwycięstwo (1): 2013–14

### Reprezentacyjne
Azerbejdżan U-23
- Igrzyska solidarności islamskiej: zwycięstwo (1): 2017

### Indywidualne
- Piłkarz Roku (1): 2019